# Grzegorz Nawacki
Grzegorz Nawacki – polski dziennikarz, w latach 2019–2024 redaktor naczelny dziennika „Puls Biznesu”.

## Życiorys
Ukończył studia dziennikarskie na Collegium Civitas. W marcu 2006 dołączył do redakcji „Pulsu Biznesu”. Początkowo był dziennikarzem zajmującym się tematyką rynku kapitałowego, funduszy inwestycyjnych i emerytalnych. W 2007 zdobył nagrodę Debiut Roku w konkursie organizowanym przez Polską Izbę Ubezpieczeń. W marcu 2010 został wybrany przez Izbę Zarządzających Funduszami i Aktywami najlepszym dziennikarzem zajmującym się tematyką funduszy inwestycyjnych.
W lutym 2011 został drugim wicenaczelnym „Pulsu Biznesu”. Do jego zadań należała organizacja pracy redakcji. Pod koniec lipca 2014 zainicjował akcję „Jedz jabłka”, która była odpowiedzią na wprowadzenie przez Rosję zakazu importu polskich owoców. Do inicjatywy przyłączyło się wielu internautów, w tym dziennikarze i politycy. Za tamto przedsięwzięcie w 2015 otrzymał nagrodę PRoton w kategorii „kampania w social media”.
W maju 2016 został redaktorem naczelnym serwisu pb.pl. W 2019 objął stanowisko redaktora naczelnego gazety, łącząc tym samym obie sprawowane funkcje. Ze stanowiska odszedł w 2024, w redakcji miał pozostać do końca kwietnia tegoż roku.
W 2020 został nominowany do nagrody Grand Press Economy za „serię podcastów, mocną pozycję pb.pl oraz za otwierające oczy wywiady z osobistościami świata biznesu, ukazujące problem demonstracyjnego użycia siły wobec biznesu przez aparat władzy w Polsce”. W 2023 został laureatem nagrody KOD ESG w kategorii „media” za „promocję zasad odpowiedzialnego biznesu wśród polskich przedsiębiorców i edukację w zakresie raportowania niefinansowego”.
W latach 2022–2023 współprowadził czwartkową audycję „Trendbook” w ramach współpracy „Pulsu Biznesu” z Radiem 357.

## Nagrody i wyróżnienia
- 2023: nagroda KOD ESG w kategorii „media”;
- 2020: nominacja do nagrody Grand Press Economy;
- 2015: nagroda PRoton w kategorii „kampania w social media”;
- 2010: tytuł najlepszego dziennikarza zajmującego się tematyką funduszy inwestycyjnych w konkursie Izby Zarządzających Funduszami i Aktywami;
- 2007: nagroda Debiut Roku w konkursie Polskiej Izby Ubezpieczeń.